# Fingal Godredson
Fingal Godredson o Fingal mac Gofraid fue un caudillo hiberno-nórdico, rey vikingo de Mann. Fingal solo aparece en las crónicas de Mann en una cita sobre su sucesión, heredando de su padre Godred mac Sitric (Godredum filius Syctric) el trono. La fecha de la muerte de Godred mac Sitric, aparece en el mismo documento donde se cita el matrimonio de Malcolm III de Escocia con la princesa Margarita de Escocia (1070).
Parece ser que Fingall es el predecesor inmediato del legendario Godred Crovan. Algunos historiadores como Jean Renaud identifican el padre de Fingal con el monarca del reino de Dublín Gofraid mac Amlaib mac Ragnaill.
Algunas interpretaciones identifican a Mac Congail, rey vikingo de Rhinns, como hijo de Fingal.